# Inmaculada Sanz Otero
María Inmaculada Sanz Otero (província de Zamora, 18 de juny de 1977) és una política espanyola del Partit Popular (PP).

## Biografia
Nascuda el 18 de juny 1977 a la província de Zamora (depenent de la font: a «Cubelo de Sanabria» o a «Zamora»), es va llicenciar en Administració i Direcció d'Empreses per la Universitat Autònoma de Madrid (UAM). Adscrita a la família aguirrista del Partit Popular (PP), durant els mandats d'Esperanza Aguirre Gil de Biedma com a presidenta de la Comunitat de Madrid, Sanz va exercir diferents responsabilitats al govern regional, com a directora general de Coordinació de la Dependència. El 2008 es va convertir en cap de gabinet d'Aguirre dins del PP madrileny.

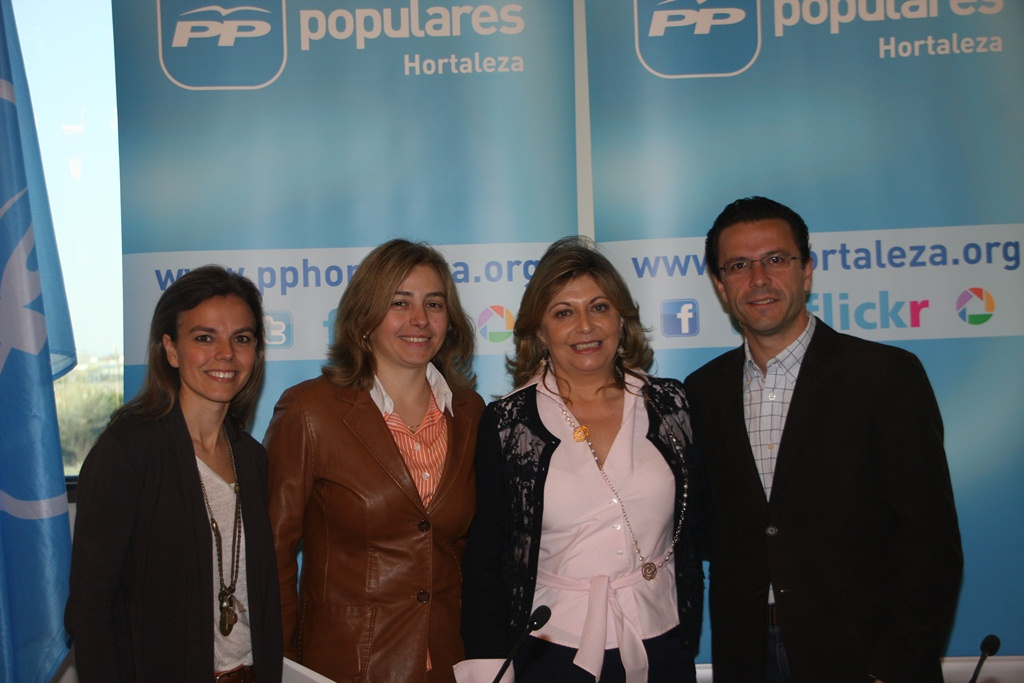
Al costat de Almudena Maíllo, Engracia Hidalgo y Javier Fernández-Lasquetty (2012)

Número 54 de la llista del PP per a les eleccions a l'Assemblea de Madrid de 2011, va resultar elegida diputada de la ix legislatura del parlament regional. No obstant això, nomenada directora general de Relacions amb l'Assemblea de Madrid dins del govern regional, va renunciar poc després a la seva acta de diputada, i va ser substituïda per Rosalía Gonzalo López.
Presidenta del PP al madrileny districte d'Hortaleza, va ser inclosa com a número 5 de la llista del PP per a les eleccions municipals de 2015 a Madrid encapçalada per Aguirre, i va resultar elegida regidora de l'Ajuntament de Madrid per a la corporació 2015-2019. Número 3 de la llista del PP per a les eleccions municipals de 2019 a Madrid encapçalada per José Luis Martínez-Almeida Navasqüés (per a qui va treballar com a cap de campanya), va renovar la seva acta de regidora. Després de l'investitura de Martínez-Almeida com a alcalde de Madrid, Sanz va ser nomenada delegada del Àrea de Govern de Portaveu, Seguretat i Emergències.